# أم دريقة (المغرب)
أم دريكة هي جماعة قروية تقع في إقليم وادي الذهب بجهة الداخلة وادي الذهب جنوب المغرب، أخذت الجماعة اسمها من نبتة أم دريقة الصحراوية المنتمية للفصيلة الخيمية.
تقع أم دريكة داخل الجدار الرملي، وهي محروسة من طرف جنود القوات المسلحة الملكية المغربية، ويوجد بها مركز مراقبة تابع لبعثة الأمم المتحدة (المينورسو).

## النقل والمواصلات
لا تتوفر جماعة أم دريكة على أي طرق معبدة بحكم موقعها الجغرافي البعيد عن التجمعات الحضرية، لكنها تتوفر على مدرج غير معبد خاص بإقلاع وهبوط الطائرات العسكرية.

## السكان
بلغ عدد سكانها 3146 نسمة حسب الإحصاء العام للسكان والسكنى لسنة 2014. أما في إحصاء 2024، فقد ارتفع عدد سكان أم دريكة إلى 3714 نسمة.